# Richard Gill
Richard Gill   (Eastwood, 4 de novembre de 1941 - Sydney, 28 d'octubre de 2018) va ser un director australià d'obres corals, orquestrals i operístiques. Va ser conegut com a educador musical i per la seva defensa de l'educació musical dels nens.
Gill va néixer i va créixer al suburbi de Sydney, a Eastwood, on va assistir al "Marist College Eastwood". Abans de ser director d'orquestra professional, va ser professor de música a l'escola secundària Marsden, West Ryde, a Sydney. Un dels seus estudiants va ser Kim Williams, que més tard es va fer amic de tota la vida.
El 1969 va ser el director fundador de l'Orquestra Simfònica Strathfield de Sydney. Va continuar com a director el 1973–74 i va tornar el 1979 per dirigir el concert del 10è aniversari de l'orquestra. El 1971 va estudiar a "l'Institut Orff del Mozarteum" de Salzburg. Més tard va ser convidat a ensenyar a les escoles d'estiu de Salzburg; en una ocasió va ser un dels pianistes de la versió de Carmina Burana per a dos pianos i percussió, dirigida pel mateix Carl Orff. Gill va estar al personal del Conservatori de Música de Sydney del 1975 al 1982. Va ser director de la Sydney Youth Orchestra Association del 1977 al 1982, dirigint la gira de l'orquestra a Singapur i Hong Kong el 1981. El 1982 va ser convidat com a director presentador de la conferència anual de l'Associació Americana Orff Schulwerk (AOSA); això va conduir a nous tallers i classes a tot els Estats Units. Altres llocs inclouen degà de l'Acadèmia d'Arts Escèniques d'Austràlia Occidental WAAPA (1985-1990) i Director de Cor de l'Opera Austràlia (1990-1996).
A l'agost del 2005, Gill va fundar i va ser el director artístic inaugural de l'Òpera Victoriana. El 2013, juntament amb Rachael Beesley i Nicole van Bruggen, va fundar l'Australian Romantic & Classical Orchestra (abans "orquestra disset88"). Gill va ser el director artístic i director principal de l'orquestra.
El 2014 va ser nomenat per succeir Paul Stanhope com a director musical del Sydney Chamber Choir. El febrer de 2017, Gill va dirigir la reunió inaugural del cor de Sydney Flash Mob al "City Recital Hall d'Angel Place", Sydney, reunint cantants i possibles cantants de tots els àmbits de la vida durant 40 minuts mensuals.
Gill va morir el 28 d'octubre de 2018, a l'edat de 76 anys, a causa d'un càncer colorectal i peritoneal. El dia abans de morir, més de 70 músics (inclosa una banda de la policia) es van reunir a la casa de Gill a Stanmore, a l’oest de Sydney, i van tocar per a Gill i la seva família (que eren dins de la casa), inclòs "The Dam Busters March" (segons es diu "la cançó preferida de Gill de la seva pel·lícula favorita").

## Educador musical
Gill defensava la importància de la música, les arts i l'educació física per a tots els nens, creient que el cant hauria de ser la base de tota l'educació musical. Abans de la seva mort, els plans estaven molt avançats per establir una escola primària basada en la música a Nova Gal·les del Sud el 2020, que seria coneguda com l'Acadèmia Nacional de Música Muswellbrook Richard Gill. L'escola Richard Gill, amb l'ex-alumne de Gill, Kim Williams, com a president, va obrir-se (a les instal·lacions que anteriorment feia servir el Consell de Muswellbrook a les seves cambres) el 2021 amb 13 estudiants de "Prep i Year 1". El currículum escolar es basa en la música, l'activitat física i les assignatures STEM (ciència, tecnologia, enginyeria i matemàtiques), cosa que la converteix en una escola basada en STEAM (ciència, tecnologia, enginyeria, arts i matemàtiques). Els estudiants provenen de la comunitat general i la música es veu com una part del currículum bàsic de tots els estudiants (cosa que Gill va defensar durant gran part de la seva vida), no només aquells estudiants que exhibissin un regal a l'àrea de la música. La cançó de l'escola "O Come Now My Friends" té paraules del fill de Gill, Anthony i música del compositor australià Nigel Westlake.

## Repertori
El repertori operístic de Gill incloïa actuacions amb Opera Queensland, Opera Australia, els festivals de Sydney, Adelaide i Melbourne, i "Windmill Performing Arts". Va dirigir les estrenes mundials d'Alan John, The Eighth Wonder (1995) i Lindy de Moya Henderson (2002) amb Opera Australia, i The Ghost Wife de Jonathan Mills al Melbourne International Arts Festival el 1999 (i de nou al Barbican Center de Londres el 2002), i The Eternity Man del mateix Mills, al Festival de Sydney el 2004. Per a l'Òpera Victoriana va dirigir les noves obres australianes The Love of the Nightingale de Richard Mills (2007) i Through the Looking Glass (2008) d'Alan John. El seu treball a la sala de concerts va incloure concerts amb totes les principals orquestres australianes.
En la seva sèrie de concerts Discovery and Ears Wide Open, va agafar obres seleccionades del repertori de música clàssica tradicional i contemporània i va analitzar les obres de manera distreta i divertida, intentant trobar allò que feia que les obres "marquessin" i, com ell, diu, escolteu la música "amb noves orelles".

## Composició
Va compondre la música de la cançó de l'escola Brisbane Girls Grammar School, "Nil sine labore".

## Premis
Els premis van incloure una medalla de l'Ordre d'Austràlia el 1994, una medalla del centenari el 2001, el premi Bernard Heinze pels serveis a la música a Austràlia i un doctorat honorari de la Universitat Edith Cowan d'Austràlia Occidental pel seu servei a Austràlia. música i músics. El 2001 va rebre el premi del Australian Music Center per "La contribució més distingida a la presentació de la composició australiana per un individu". El desembre de 2005, va ser guardonat amb el "Don Banks Music Award 2006" pel "Australian Council for the Arts". El 2016 va ser ascendit a l'Ordre d'Austràlia a nivell d'oficial.
Gill va ser guardonat amb el premi "MOST Achievement Award" al juliol de 2018 "en reconeixement de la seva excepcional contribució a les arts a Austràlia tant com a director d'orquestra com com a educador musical". Dues setmanes després va rebre el premi "Arts Leadership Award" en els "Creative Partnerships Awards 2018", celebrats a la Galeria d'Art de Nova Gal·les del Sud.

## Aspectes
L'artista Jasper Knight, a qui Gill va ensenyar música a l'escola i l'àvia de la qual va treballar amb Gill a l'educació infantil, va ser finalista del "Premi Archibald" del 2005 amb un retrat de Gill. El 2006 va aparèixer a la sèrie de documentació / realitat ABC de quatre parts "Operatunity Oz", que buscava cantants australians amb potencial d'òpera, i a l'episodi de seguiment del 2007 Operatunity Oz - Twelve Months On.
Va ser convidat semi-habitual al programa de música popular d'ABC-TV, Spicks and Specks. L'especial de reunió de 2018 de l'espectacle va ser dedicat a la seva memòria.
Al gener de 2009, Gill va treballar amb la "National Youth Orchestra" (NYO) de l'Orquestra Simfònica de Nova Zelanda al seu campament de música nacional a Napier, Nova Zelanda, amb motiu de les celebracions del 50è aniversari de NYO.